# 兵庫製紙
兵庫製紙株式会社（ひょうごせいし、英文名称HYOGO PAPER MANUFACTURING CO.,LTD.）は、兵庫県姫路市に本社を持つ製紙会社。新聞用紙や段ボールなどを製造する。

## 沿革
- 1943年（昭和18年）5月 - 兵庫県内の製紙会社4社の合同により設立。
- 1970年（昭和45年）5月 - 大王製紙グループ入り。
- 1995年（平成7年）9月 - 四国事業所操業開始。

## 事業所
- 本社・姫路工場 - 〒679-2123 兵庫県姫路市豊富町豊富2288番地
従業員数200名。新聞用紙と段ボール原紙を製造
- 四国事業所 - 〒769-0401 香川県三豊市財田町財田上1333-2
従業員数110名。段ボールシート・段ボールケースを製造